# コリン郡 (テキサス州)
コリン郡（英: Collin County）は、アメリカ合衆国テキサス州の北部に位置する大都市郊外型の郡である。人口は106万4465人（2020年）。郡庁所在地はマッキニーである。コリン郡は1846年に設立され、郡名とマッキニーの名称は共に、テキサス独立宣言を起草した5人のうちの1人、かつ署名した59人の中では最長老だったコリン・マッキニーに因んでいる。
コリン郡はダラス・フォートワース都市圏（メトロプレックスと呼ばれている）に属している。州内第3の都市であるダラス市の小部分が郡内に入っている。その他重要な都市としては、アレン市、フリスコ市、プレイノ市（人口259,841人、市域の大半が郡内に入っている都市としては最大）、リチャードソン市、ワイリー市、マーフィー市がある。

## 地理
アメリカ合衆国国勢調査局に拠れば、郡域全面積は886平方マイル (2,294.7 km2)であり、このうち陸地848平方マイル (2,196.3 km2)、水域は38平方マイル (98.4 km2)で水域率は4.32%である。

### 主要高規格道路
| - アメリカ国道75号線 - アメリカ国道380号線 - ダラス北有料道路 - ジョージ・ブッシュ大統領有料道路 | - テキサス州道5号線 - テキサス州道78号線 - テキサス州道289号線 - テキサス州道121号線 - サム・レイバーン有料道路 |

### 隣接する郡
- グレイソン郡 - 北
- ファニン郡 - 北東
- ハント郡 - 東
- ロックウォール郡 - 南東
- ダラス郡 - 南
- デントン郡 - 西

## 人口動態
以下は2000年国勢調査による人口統計データである。
| 基礎データ - 人口: 491,675人 - 世帯数: 181,970 世帯 - 家族数: 132,292 家族 - 人口密度: 224人/km2（580人/mi2） - 住居数: 194,892軒 - 住居密度: 89軒/km2（230軒/mi2） 人種別人口構成 - 白人:81.39% - アフリカン・アメリカン: 4.79% - ネイティブ・アメリカン: 0.47% - アジア人: 6.92% - 太平洋諸島系: 0.05% - その他の人種: 4.26% - 混血: 2.11% - ヒスパニック・ラテン系: 10.27% 年齢別人口構成 - 18歳未満: 28.7% - 18-24歳: 7.4% - 25-44歳: 37.9% - 45-64歳: 20.7% - 65歳以上: 5.3% - 年齢の中央値: 33歳 - 性比（女性100人あたり男性の人口） - 総人口: 99.8 - 18歳以上: 97.8 | 世帯と家族（対世帯数） - 18歳未満の子供がいる: 40.6% - 結婚・同居している夫婦: 62.1% - 未婚・離婚・死別女性が世帯主: 7.5% - 非家族世帯: 27.3% - 単身世帯: 22.1% - 65歳以上の老人1人暮らし: 3.1% - 平均構成人数 - 世帯: 2.68人 - 家族: 3.18人 収入と家計 - 収入の中央値 - 世帯: 70,835米ドル - 家族: 81,856米ドル - 性別 - 男性: 57,3926米ドル - 女性: 36,604米ドル - 人口1人あたり収入: 33,345米ドル - 貧困線以下 - 対人口: 4.9% - 対家族数: 3.3% - 18歳未満: 5.1% - 65歳以上: 7.1% |

世帯収入の中央値ではテキサス州でフォートベンド郡に次いで2番目に高い郡となっている。
しかしコリン郡は州内の他の郡と同様に国内でも最高クラスの資産税率がある。2007年では持ち家家屋の価値に対する比率で21番目に高かった。資産税払い込み総額と収入に対する税率でもトップ1000に入っていた。これはテキサス州の学校予算のためにロビンフッド計画が実行されていることも原因の1つである。

## 政治
コリン郡は大統領選挙や連邦議会議員選挙で共和党の強い地盤である。大統領選挙で最後に民主党が勝利したのは1964年のリンドン・B・ジョンソンだった。ダラス市北部郊外が1960年代後半と1970年代前半にコリン郡に伸びてきて、即座に共和党支持に移った。
連邦議会議員選挙でコリン郡南部はテキサス州第3選挙区に入っており、他の部分は第4選挙区である。どちらも共和党議員を送り出しているが、第4区のラルフ・ホールは共和党に鞍替えしたばかりである。

## 都市と町
| - アレン - アンナ - ブルーリッジ - キャロルトン† - セリナ† - コープビル、未編入の町 - ダラス†† - フェアビュー - ファーマーズビル - フリスコ† - ガーランド† - ジョセフィーヌ† - レイボン - ローリークロッシング - ルーカス - マッキニー - 郡庁所在地 | - メリッサ - マーフィー - ネバダ - ニューホープ - パーカー - プレイノ†（最大都市） - プリンストン - プロスパー† - リチャードソン† - ロイズシティ† - サクセ† - セントポール - バンオールスタイン† - ウェストミンスター、未編入の町 - ウェストン - ワイリー†† |

† 隣接する郡に入っている都市

†† 隣接する2つ以上の郡に入っている都市

## 教育
コリン郡の中にその全体が入っている教育学区
- アレン独立教育学区
- アンナ独立教育学区
- ファーマーズビル独立教育学区
- ラブジョイ独立教育学区
- マッキニー独立教育学区
- メリッサ独立教育学区
- プレイノ独立教育学区
- プリンストン独立教育学区
- ワイリー独立教育学区

郡内に一部が入っている教育学区
- ブランド独立教育学区
- ブルーリッジ独立教育学区
- セリナ独立教育学区
- コミュニティ独立教育学区
- フリスコ独立教育学区
- レナード独立教育学区
- プロスパー 独立教育学区
- ロイズシティ独立教育学区
- トレントン独立教育学区
- バンオールスタイン独立教育学区
- ホワイトライト独立教育学区

### カレッジと大学
- コリン・カレッジの中央キャンパス[9]、1986年1月開学、マッキニー市
- ダラス・バプテスト大学[10]、フリスコ市にも分校がある

## 湖
- ラボン湖

## 公園
コリン郡の公園と解放空間
- ブラトニア公園
- マイアーズ公園
- パークヒル・プレーリー
- シスターグローブ公園
- トリニティ・トレイル